# Buchberg (Fritztaler Berge)
Der Buchberg (Gipfel eigentlich Hörndl) ist ein 1154 m ü. A. hoher Berg bei Bischofshofen im Land Salzburg, Österreich.

## Lage und Landschaft
Der Buchberg ist ein Vorberg des Hochgründecks, rechts im Salzachtal östlich über Bischofshofen. Es ist ein bewaldeter Gratrücken, der sich vom Hochgründeckgipfel (1827 m ü. A.) nordwestwärts zieht, vom Hauptmassiv durch den Raidlgraben, einem kleinen Nebenbach des Fritzbachs westlich Pöham, getrennt. An seiner Flanke liegen auf der Talschulter die Bischofshofener Ortschaften Buchberg, Kreuzberg und Winkl sowie die alte Buchbergkirche mit schöner Aussichtslage; bei Sankt Rupert läuft er über den Kreuzberg in die Halbinsel Sinnhubschlössl zwischen Salzach und Fritzbach aus.
Die Spornerhebung heißt eigentlich Hörndl, Buchberg amtlich der 200 m westlich liegende, vom Tal aus zu sehende Nebengipfel (1124 m ü. A. ⊙).

## Bergbau Buchberg
Über die Nordwestflanke des Buchbergs verläuft genau die geologische Grenze zwischen Grauwackenzone und Werfener Schichten, vom Tal zwischen der Stadt Bischofshofen und Mitterberghütten über Stein, Reit, und Oberberg nach Alpfahrt, unterhalb des Sporngipfels vorbei. Diese bildet die eigentliche Grenze zwischen Zentralalpen und Kalkalpen. Die Zone gehört zu den bodenschatzreichsten des ganzen Alpenraums. Hier im Raum ist der Kupferbergbau bedeutend.
Am Buchberg wurde schon in prähistorischer Zeit Kupfer abgebaut,
wie Untersuchungen an einer Pingenreihe südlich der Hördlkapelle im Gipfelbereich gezeigt haben. Dazu gehört sicherlich auch die Aufbereitungsfundstelle Sinnhubschlössl am Bergfuß.
Der Schurfbau Lehen oberhalb in ein Rest mittelalterlichen Abbaus. Auch der Hofname Arzberg (‚Erzberg‘) südlich bei Oberbichl zeigt altbekannte Fundorte.
Ende des 19. Jahrhunderts wurde bei Mitterberghütten (Mitterberger Hauptgang) die Fortsetzung des Mühlbacher Vorkommens erschlossen (Nord- und Südrevier). 1952 wurde auch die Fortsetzung auf der anderen Salzachseite, am Buchberg, angegangen (Buchberggang). Hier hat die Erzader eine Mächtigkeit von etwa 20 cm. Angeschlagen wurden im Raum Laubichl der Obere (878 m) und der Untere Buchbergstollen (715 m), wo auch eine Aufbereitungsanlage errichtet wurde, sowie 3 km weiter südlich im Naglgraben bei Oberbichl der Schurfbau Arzbergstollen (868 m). Der Bergbau wurde mit 1. Mai 1952 aufgenommen. Hier gewann man 76–80 t Kupfererze täglich, bis zur Einstellung insgesamt 175.000 t Hauwerk (Metallgehalt um 1 % Cu). Die Qualität war aber insgesamt unbefriedigend, 30. November 1959 wurde der Bergbau Buchberg wieder stillgelegt. Die Belegschaft wurde danach in Mühlbach eingesetzt.
Der Bergbau dürfte nicht leicht gewesen sein, zum Ledersprung, der Aufnahmezeremonie für Jungknappen, wurde in Mühlbach der Spruch „Buchberg ist das Fegefeuer, Mühlbach ist die Höll“ aufgesagt.
Heute sind die Halden weitgehend überwachsen, die erst 1960 stillgelegte Aufbereitungsanlage ist vollständig renaturiert.
Vorhandene Reste, etwa der Schurfbau Lehen, die Maximiliansgrotte und die Stollen und Pingen Edt, sollen im Rahmen des geplanten Geoparks Erz der Alpen erfahrbar gemacht werden.

## Hörndlkapelle
Die Hörndlkapelle, auch Hörndlfraukapelle, ist ein kleines Bergkirchlein am Gipfel des Hörndl-Gipfels. Sie steht im Wald, hart an der östlichen Geländekante.
Hier soll der 1851 der Bauernmagd Elisabeth Pilzegger die Muttergottes erschienen sein. Daraufhin wurde eine Votivkapelle errichtet.
Die Kapelle ist ein schlichtes Holzhäuschen nach Art der Forst- und Jagdhütten. Die alte Kapelle wurde jüngst abgetragen, und durch einen Neubau ersetzt.

## Wege
Den Berg erreicht man unschwer von Winkl oder Buchberg-Oberberg, der Weg über den Gipfel verbindet die beiden Ortslagen und führt dann als Normalweg weiter zum Heinrich-Kiener-Haus mit der St. Vinzenz Friedenskirche und das Hochgründeck. Diesen Weg (in der Variante über den Hofersattel, dem Friedensweg) führt auch der St.-Rupert-Pilgerweg ins Tal zur Buchbergkirche und zum Missionshaus St. Rupert (Route 3, Etappe 17).